# Mannschaftskader der I liga (Schach) 1983
Die Liste der Mannschaftskader der I liga (Schach) 1983 enthält alle Spieler, die in der polnischen I liga im Schach 1983 mindestens einmal eingesetzt wurden, mit ihren Ergebnissen.

## Allgemeines
Während Maraton Warszawa in allen Wettkämpfen dieselben sechs Spieler einsetzte, spielten bei Start Lublin, Legion Warszawa und Pocztowiec Poznań je neun Spieler mindestens eine Partie. Insgesamt kamen 92 Spieler zum Einsatz, von denen 50 an allen Wettkämpfen teilnahmen.
Punktbeste Spielerin war Agnieszka Brustman (Legion Warszawa) mit 9 Punkten aus 11 Punkten, je 8,5 Punkte aus 11 Partien erreichten Aleksander Sznapik (Legion Warszawa) und Roman Tomaszewski (Skra-Komobex Częstochowa). Kein Spieler erreichte 100 %, Brustman gelang ebenfalls das prozentual beste Resultat.

## Legende
Die nachstehenden Tabellen enthalten folgende Informationen:
- Nr.: Ranglistennummer; ein zusätzliches "W" bezeichnet Frauen
- Titel: FIDE-Titel zum Zeitpunkt des Turniers; GM = Großmeister, IM = Internationaler Meister, FM = FIDE-Meister, WGM = Großmeisterin der Frauen, WIM = Internationale Meisterin der Frauen, WFM = FIDE-Meisterin der Frauen
- Elo: Elo-Zahl zu Turnierbeginn (Stand: Juli 1983), für Spieler ohne Elo-Zahl ist die nationale Wertung eingeklammert angegeben
- Pkt.: Anzahl der erreichten Punkte
- Partien: Anzahl der gespielten Partien

## KS Maraton Warszawa
| Nr. | Titel | Name                 | Elo  | Pkt. | Partien |
| --- | ----- | -------------------- | ---- | ---- | ------- |
| 1   | IM    | Aleksander Sznapik   | 2425 | 8,5  | 11      |
| 2   |       | Piotr Staniszewski   | 2395 | 6,5  | 11      |
| 3   | IM    | Andrzej Adamski      | 2370 | 5,5  | 11      |
| 4   | IM    | Stefan Witkowski     | 2275 | 6    | 11      |
| 5   |       | Wojciech Ehrenfeucht | 2310 | 8    | 11      |
| W1  |       | Elżbieta Kowalska    | 1995 | 5,5  | 11      |

## KS Skra-Komobex Częstochowa
| Nr. | Titel | Name                   | Elo    | Pkt. | Partien |
| --- | ----- | ---------------------- | ------ | ---- | ------- |
| 1   |       | Jacek Flis             | 2410   | 4,5  | 11      |
| 2   | FM    | Artur Sygulski         | 2390   | 6,5  | 10      |
| 3   | FM    | Roman Tomaszewski      | 2390   | 8,5  | 11      |
| 4   |       | Tomasz Giżyński        | 2280   | 4,5  | 10      |
| 5   |       | Witalis Sapis          | 2300   | 8    | 10      |
| 6   |       | Tadeusz Karpik         | (2151) | 1,5  | 3       |
| W1  | WFM   | Bożena Sikora-Giżyńska | 2085   | 6,5  | 11      |

## BKS Chemik Bydgoszcz
| Nr. | Titel | Name                   | Elo    | Pkt. | Partien |
| --- | ----- | ---------------------- | ------ | ---- | ------- |
| 1   | FM    | Andrzej Maciejewski    | 2345   | 4,5  | 10      |
| 2   | FM    | Julian Gralka          | 2380   | 6    | 11      |
| 3   |       | Krzysztof Żołnierowicz | 2300   | 6    | 11      |
| 4   |       | Waldemar Hanasz        | 2245   | 6,5  | 11      |
| 5   |       | Aleksander Maliszewski | (2050) | 2,5  | 6       |
| 6   |       | Andrzej Grabowski      | (1997) | 2,5  | 4       |
| 7   |       | Robert Maślanka        | 2250   | 1    | 2       |
| W1  | WIM   | Małgorzata Wiese       | 2130   | 6    | 11      |

## MKS Start Lublin
| Nr. | Titel | Name                | Elo    | Pkt. | Partien |
| --- | ----- | ------------------- | ------ | ---- | ------- |
| 1   | IM    | Andrzej Sydor       | 2400   | 5    | 10      |
| 2   | IM    | Henryk Dobosz       | 2390   | 6    | 11      |
| 3   | FM    | Jan Przewoźnik      | 2355   | 5,5  | 11      |
| 4   |       | Jerzy Dybowski      | 2255   | 3,5  | 10      |
| 5   |       | Sławomir Wach       | 2245   | 8    | 11      |
| 6   |       | Romuald Izdebski    | (2183) | 0,5  | 1       |
| 7   |       | Zdzisław Wojcieszyn | (2166) | 0,5  | 1       |
| W1  |       | Zofia Ciechocińska  | 1925   | 2    | 4       |
| W2  |       | Urszula Nowik       | (1692) | 2    | 7       |

## WKSz Legion Warszawa
| Nr. | Titel | Name               | Elo    | Pkt. | Partien |
| --- | ----- | ------------------ | ------ | ---- | ------- |
| 1   | IM    | Jan Adamski        | 2450   | 6,5  | 11      |
| 2   | FM    | Rafał Marszałek    | 2335   | 3,5  | 11      |
| 3   |       | Roman Hass         | 2275   | 6,5  | 11      |
| 4   |       | Bogusław Borysiak  | 2280   | 2    | 3       |
| 5   |       | Marek Maćkowiak    | 2205   | 3    | 8       |
| 6   |       | Wiktor Matkowski   | 2255   | 2    | 5       |
| 7   |       | Antoni Trylski     | 2255   | 1,5  | 4       |
| 8   |       | Andrzej Szymczuk   | (2050) | 0,5  | 2       |
| W1  | WIM   | Agnieszka Brustman | 2085   | 9    | 11      |

## FKS Avia Świdnik
| Nr. | Titel | Name              | Elo  | Pkt. | Partien |
| --- | ----- | ----------------- | ---- | ---- | ------- |
| 1   | IM    | Krzysztof Pytel   | 2435 | 7    | 11      |
| 2   | IM    | Zbigniew Szymczak | 2420 | 3,5  | 10      |
| 3   |       | Zbigniew Księski  | 2415 | 6,5  | 11      |
| 4   | FM    | Marek Hawełko     | 2330 | 7,5  | 11      |
| 5   |       | Tadeusz Lipski    | 2235 | 6    | 11      |
| 6   |       | Michał Praszak    | 2235 | 0    | 1       |
| W1  |       | Irena Kasprzyk    | 2010 | 3    | 9       |
| W2  | WIM   | Bożena Pytel      | 2020 | 0    | 2       |

## KS Górnik 09 Mysłowice
| Nr. | Titel | Name                   | Elo  | Pkt. | Partien |
| --- | ----- | ---------------------- | ---- | ---- | ------- |
| 1   | IM    | Jacek Bielczyk         | 2395 | 4    | 11      |
| 2   | IM    | Włodzimierz Kruszyński | 2435 | 6,5  | 11      |
| 3   |       | Marian Twardoń         | 2325 | 7    | 11      |
| 4   | FM    | Stanisław Kostyra      | 2290 | 6    | 11      |
| 5   |       | Tadeusz Tomalczyk      | 2260 | 4    | 9       |
| 6   |       | Henryk Sobura          | 2255 | 0,5  | 2       |
| W1  |       | Hanna Wesołowska       | 2000 | 3,5  | 11      |

## SKS Start Łódź
| Nr. | Titel | Name               | Elo    | Pkt. | Partien |
| --- | ----- | ------------------ | ------ | ---- | ------- |
| 1   | IM    | Andrzej Łuczak     | 2370   | 6    | 11      |
| 2   | FM    | Tadeusz Żółtek     | 2305   | 4,5  | 11      |
| 3   |       | Andrzej Rosiak     | 2335   | 6,5  | 11      |
| 4   |       | Ryszard Wolny      | 2255   | 3,5  | 6       |
| 5   |       | Ryszard Kwieciński | (2163) | 2    | 5       |
| 6   |       | Waldemar Skóra     | 2240   | 5    | 11      |
| W1  |       | Lucyna Krawcewicz  | 1920   | 4,5  | 11      |

## KS Anilana Łódź
| Nr. | Titel | Name                | Elo  | Pkt. | Partien |
| --- | ----- | ------------------- | ---- | ---- | ------- |
| 1   | FM    | Waldemar Świć       | 2350 | 5    | 11      |
| 2   |       | Mieczysław Bakalarz | 2370 | 6,5  | 10      |
| 3   | FM    | Witold Balcerowski  | 2335 | 5    | 11      |
| 4   |       | Tomasz Rakowiecki   | 2270 | 4    | 11      |
| 5   |       | Zbigniew Bator      | 2265 | 7    | 11      |
| 6   |       | Jacek Stefaniak     | 2250 | 0    | 1       |
| W1  | WIM   | Grażyna Szmacińska  | 2095 | 6    | 11      |

## MZKS Pocztowiec Poznań
| Nr. | Titel | Name                    | Elo    | Pkt. | Partien |
| --- | ----- | ----------------------- | ------ | ---- | ------- |
| 1   | FM    | Ignacy Nowak            | 2370   | 5,5  | 11      |
| 2   |       | Mieczysław Stypka       | 2245   | 6    | 11      |
| 3   |       | Leszek Węglarz          | (2119) | 2    | 11      |
| 4   |       | Przemysław Ereński      | (2150) | 4,5  | 9       |
| 5   |       | Paweł Staniszewski      | (2000) | 2    | 5       |
| 6   |       | Bogdan Sołtys           | (2085) | 1,5  | 3       |
| 7   |       | Kuba Miedziński         | (1981) | 1,5  | 4       |
| 8   |       | Cezary Kurowiak         | (1800) | 0    | 1       |
| W1  | WGM   | Hanna Ereńska-Radzewska | 2080   | 8    | 11      |

## KS Kolejarz Katowice
| Nr. | Titel | Name                   | Elo  | Pkt. | Partien |
| --- | ----- | ---------------------- | ---- | ---- | ------- |
| 1   | GM    | Włodzimierz Schmidt    | 2450 | 3    | 5       |
| 2   | IM    | Bogdan Śliwa           | 2300 | 4    | 11      |
| 3   |       | Janusz Szałajdewicz    | 2285 | 4,5  | 11      |
| 4   |       | Zbigniew Kardyś        | 2265 | 4,5  | 11      |
| 5   |       | Alojzy Kocur           | 2230 | 2    | 8       |
| 6   |       | Aleksander Matwiejszyn | 2215 | 3,5  | 9       |
| W1  | WFM   | Iwona Świecik          | 2000 | 6    | 11      |

## HKS Hutnik Warszawa
| Nr. | Titel | Name                   | Elo    | Pkt. | Partien |
| --- | ----- | ---------------------- | ------ | ---- | ------- |
| 1   |       | Kazimierz Marcinkowski | 2255   | 3    | 11      |
| 2   |       | Henryk Petryk          | 2365   | 3,5  | 7       |
| 3   |       | Zbigniew Sęk           | 2240   | 4    | 11      |
| 4   |       | Manfred Mannke         | 2265   | 3,5  | 8       |
| 5   |       | Krzysztof Sznapik      | 2240   | 5    | 11      |
| 6   |       | Aleksander Czerwoński  | (2050) | 2    | 7       |
| W1  | WFM   | Elżbieta Sosnowska     | 2085   | 4    | 9       |
| W2  |       | Anna Lissowska         | 1815   | 0    | 2       |